# Кучеровський Станіслав Сергійович
Станісла́в Сергі́йович Кучеро́́вський (9 вересня 1984 — 15 травня 2015) — солдат Збройних сил України, учасник російсько-української війни.

## Життєвий шлях
Закінчив дніпродзержинську ЗОШ.
Призваний за мобілізацією в лютому 2015-го, солдат 93-ї окремої механізованої бригади, номер обслуги.
15 травня 2015 року загинув у Новоселівці Лиманського району під час виконання бойового завдання.
Похований 19 травня 2015-го на Алеї Слави кладовища Соцміста у Дніпродзержинську.
Без Станіслава лишилися батьки та сестра.

## Нагороди та вшанування
- Указом Президента України № 9/2016 від 16 січня 2016 року — орденом «За мужність» III ступеня (посмертно)[1]
- пам'ятною відзнакою міського голови Кам'янського — нагрудним знаком «Захисник України» (посмертно, 11.10.2016).